# Panayot Panayotov
Panayot Mitov Panayotov (Sófia, 30 de dezembro de 1930 - 1996) foi um futebolista e treinador búlgaro que foi medalhista olímpico. 

## Carreira
Panayot Panayotov fez parte do elenco que foi medalha de bronze nos Jogos Olímpicos de 1956. Ele também fez parte do elenco da Seleção Búlgara na Copa do Mundo de 1962. 

## Títulos
- Campeonato Búlgaro (11): 1951, 1952, 1954, 1955, 1956, 1957, 1958, 1958–59, 1959–60, 1960–61, 1961–62
- Copa da Búlgaria (4): 1951, 1954, 1955, 1961